# Cadaba virgata
Cadaba virgata är en kaprisväxtart som beskrevs av Boj. Cadaba virgata ingår i släktet Cadaba och familjen kaprisväxter. Inga underarter finns listade i Catalogue of Life.